# 中山北路 (南京)
中山北路是位于中华人民共和国江苏省南京市的一条重要街道，自鼓楼广场到盐仓桥呈东南-西北走向，从盐仓桥到中山码头呈东西走向，全长5.5千米，宽40米。跨整个鼓楼区。

## 历史
该路于1929年，为孙中山遗体的“奉安大典”而修筑。

## 交汇道路
- 鼓楼广场：中央路、北京东路、中山路、北京西路
- 鼓楼街
- 湖北路
- 云南路
- 山西路、湖南路
- 人和街
- 西流湾
- 虹桥
- 三步两桥
- 模范马路
- 和会街、校门口
- 福建路、察哈尔路
- 萨家湾、双门楼
- 虎踞北路、大桥南路
- 盐仓桥、南祖师庵
- 姜家园
- 热河路、热河南路
- 永宁街、复兴街
- 惠民大道
- 商埠街、宝善街
- 唐山路
- 江边路

## 沿线近代建筑
- 原中央银行
- 18-20号—原馥记大厦
- 32号—国民政府外交部旧址，今江苏省人大，全国重点文物保护单位[1]
- 40号—熊式辉公馆旧址，今省级机关第一幼儿园，南京市文物保护单位
- 43号—于右任公馆
- 72号—白云深公馆群
- 81号—华侨招待所旧址，今省人大议事园酒店，南京市文物保护单位
- 101号—国民政府最高法院旧址，今江苏省商贸厅等，全国重点文物保护单位
- 105号—国民政府立法院、监察院旧址（最高检查署），今南京军区政治部军人俱乐部，江苏省文物保护单位
- 150-1号（西流湾9号）—周佛海公馆旧址，南京市文物保护单位
- 158号—《新华日报》驻京办旧址，南京市文物保护单位
- 174号—土耳其驻中华民国大使馆旧址，非文物近现代重要建筑
- 178号—首都饭店旧址，今华江饭店，江苏省文物保护单位
- 200号—国民政府资源委员会旧址，今南京工业大学，南京市文物保护单位
- 212号—原国民政府联勤总部大门，今南京军区政治部干休所，南京市文物保护单位
- 249号—国际联欢社旧址，今南京饭店，江苏省文物保护单位
- 252、254号—国民政府行政院旧址、粮食部，抗战以前为国民政府铁道部，今解放军国防大学政治学院，全国重点文物保护单位；行政院长官邸，今政治学院干休所，南京市文物保护单位
- 262号—西北文化协会
- 283号—江南陆师学堂附设矿路学堂遗迹（鲁迅先生读书旧址），今辟为自助图书馆，江苏省文物保护单位
- 301号—原中华邮政总局旧址，今江苏电信实业公司，南京市文物保护单位
- 303、305号—国民政府交通部旧址，今解放军国防大学政治学院，全国重点文物保护单位
- 346号—原国民政府海军部，江南水师学堂遗迹
- 挹江门
- 408号—美国圣公会道胜堂旧址，今十二中，南京市文物保护单位
- 599号（宝善街2号）—扬子饭店旧址，今南京市公安局下关区分局
- 576号—下关发电厂
- 643号—中山码头